# T.K. Takaishi
T.K. Takaishi (高石 タケル?, Takaishi Takeru) è un personaggio immaginario delle prime due stagioni dell'anime dedicato all'universo di Digimon, Digimon Adventure e Digimon Adventure 02.
T.K. è il fratello minore di Matt ed il suo Digimon partner è Patamon. T.K. era troppo piccolo per ricordare con chiarezza il divorzio dei suoi genitori e quindi non è condizionato da quell'avvenimento come Matt. È infatti felice quando vede suo padre, ma non gli dispiace vivere con sua madre. T.K. è il possessore della Digipietra della Speranza e del Digiuovo della Speranza.
È doppiato in giapponese da Hiroko Konishi in Adventure, da Taisuke Yamamoto in Adventure 02, Junya Enoki in Adventure tri. e Last Evolution Kizuna, e da Megumi Han in Adventure: e in italiano da Tatiana Dessi da bambino e da ragazzo mentre da adulto, in qualità di narratore delle vicende delle prime due serie, è doppiato da Gianni Bersanetti, in Digimon Adventure: Last Evolution Kizuna invece, è doppiato da Alberto Franco.

## Preludio aDigimon Adventure
È stato testimone del combattimento Greymon/Parrotmon ed è così divenuto un Digiprescelto.
Al momento dello scontro, T.K. viveva ancora ad Hikarigaoka, così come gli altri Digiprescelti originali.

## Digimon Adventure
Nella prima serie T.K. è studente di seconda elementare.
Infiltratosi di nascosto nel gruppo dei ragazzi, T.K. è di gran lunga il più giovane del gruppo dei Digiprescelti quando questi vengono trasportati a Digiworld per la prima volta. Tuttavia si dimostra abbastanza indipendente, rifiutando gli sforzi di suo fratello Matt per metterlo maggiormente a suo agio e per coccolarlo. È l'unico dei ragazzi a subire la perdita del proprio Digimon quando Patamon digievolve Angemon e si sacrifica per distruggere Devimon. Anche se i dati di Patamon si ricombinano in un Digiuovo, l'evento sconvolge seriamente T.K., al punto da provare ancora, tre anni dopo, un odio atavico per il "potere delle tenebre" e da avere incubi che portavano ad una nuova perdita di Angemon in combattimento.
Durante lo scontro con VenomMyotismon, insieme a Kari sarà di grande aiuto per Tai e Matt, grazie alle parole di una profezia letta da Izzy sul suo computer. Mentre Angemon e Angewomon affrontano il gigantesco livello mega di Myotismon, ricevono dai loro partner umani le frecce della Luce e della Speranza, e colpendo Tai e Matt permetteranno la megadigievoluzione di Agumon e Gabumon in WarGreymon e MetalGarurumon. Agumon riceve il potere della megadigievoluzione dalla freccia della luce di Angewomon, Gabumon dalla freccia della speranza di Angemon.
T.K. gioca un ruolo fondamentale nella lotta contro Puppetmon, quando viene catturato per essere il compagno di giochi del Digimon. Confidando nei propri mezzi, T.K. riesce a scappare approfittando della mancanza di amici del Digimon malvagio. Durante il combattimento con Piedmon, dopo che tutti i loro amici sono stati trasformati in portachiavi, T.K. e Kari provano a seminarlo mentre Angemon cerca di trattenere il Digimon prima di essere facilmente sconfitto. Quando Piedmon taglia una corda sulla quale T.K. e Kari si stavano arrampicando, T.K. ricorda qualcosa che Matt gli aveva detto poco prima, dandogli la speranza necessaria ad illuminare finalmente la sua Digipietra della Speranza (希望の紋章 Kibou no Monshō), così da permettere la superdigievoluzione di Angemon in MagnaAngemon affinché li salvi e riporti alla normalità gli altri. Durante la battaglia conseguente, Piedmon non riesce a battere MagnaAngemon, nonostante quest'ultimo sia un Digimon di livello evoluto ed il Digimon malvagio sia di livello mega, e viene distrutto dal Digimon angelico con l'aiuto di WarGreymon e MetalGarurumon.

### Our War Game!
T.K. e Matt vanno a visitare la loro nonna in campagna. Tai ed Izzy riescono a rintracciarli e gli riferiscono di quanti danni stia facendo Diaboromon nella rete. Quindi, i fratelli setacciano il paese vicino alla disperata ricerca di un computer collegato ad internet per dare il loro aiuto in battaglia. T.K., tuttavia, non può fare molto e può solo guardare con orrore la sconfitta di Patamon per mano di Diaboromon. È poi uno dei tanti Digiprescelti del mondo ad assistere alla battaglia finale tra Omnimon e Diaboromon.
Nel maggio del 2000, TK torna a Digiworld e rilascia il potere della sua Digipietra per liberare i Digimon Supremi. Conseguenza di ciò è l'impossibilità per Patamon di divenire MagnaAngemon.

## Digimon Adventure 02
T.K. è cresciuto molto durante i due anni e mezzo/tre anni che sono passati dalla sua prima avventura. Nella seconda serie ha infatti undici anni e frequenta la quinta elementare. È anche il giocatore migliore della sua squadra di basket. All'inizio dell'aprile 2002, lui e sua madre si trasferiscono ad Odaiba, con T.K. che si trasferisce alla scuola elementare di quella zona, più precisamente nella stessa classe di Davis e della sua buona amica Kari. Poiché lui e Kari sono già buoni amici, T.K. diventa immediatamente il rivale di un paranoico Davis. Come Kari, T.K. è avvantaggiato rispetto ai nuovi Digiprescelti poiché ha più esperienza con i Digimon. Quando i Digiprescelti vanno a Digiworld, il loro abbigliamento cambia. Mentre Davis, Yolei e Cody cambiano completamente il loro abbigliamento, T.K. e Kari cambiano solo le scarpe.
Dopo il debutto di Paildramon e Silphymon, Cody capisce che lui e T.K. dovranno far DNAdigievolvere insieme i loro Digimon. Il ragazzo presto apprende dell'esistenza di un lato più cupo della personalità di T.K., venendo a sapere come gli eventi della precedente morte di Angemon lo abbiano afflitto e come lui non voglia vedere Patamon morire di nuovo, cosa che Cody capisce molto chiaramente quando BlackWarGreymon attacca una delle Pietre Sacre. Nel bel mezzo della battaglia, Angemon viene preso alla gola, ma dice a T.K. di non preoccuparsi e di salvare la Pietra. T.K. quindi vede un bagliore proveniente dalla Pietra Sacra e grida ad Angemon di digievolvere, cosa che Angemon effettivamente fa, per la sorpresa dei Digiprescelti e di BlackWarGreymon.
Il giorno di Natale, T.K., Tai ed i loro Digimon volano a Parigi per aiutare i Digiprescelti della Francia a radunare tutti i Digimon selvaggi che sono apparsi nel mondo reale per colpa dell'apertura di tutti i Digivarchi da parte di Arakenimon. Nel Mondo dei Sogni, T.K. è colto di sorpresa da un'illusione di MaloMyotismon: il suo desiderio di rivedere la sua famiglia nuovamente unita. Tuttavia, Patamon e Davis lo aiutano a liberarsi dell'illusione, ricordandogli che, non importa quanto sia bello, ciò che ha visto non accadrà comunque. Ciò fa infuriare T.K. nei confronti di MaloMyotismon per avergli dato false speranze. Quindi si unisce al resto dei ragazzi, tutti ancora intenti a risvegliarsi dall'illusione. T.K. usa il potere della dimensione da sogno contro MaloMyotismon, sfruttando il suo sogno che nessuno debba soffrire come ha fatto lui, facendo apparire Angemon, MagnaAngemon, Pegasusmon e Shakkoumon tutti in una volta.
Nell'epilogo si scopre che è stato proprio T.K. a fungere da narratore, in quanto unico Digiprescelto ad aver partecipato attivamente a tutte le avventure dei bambini prescelti in quei tre anni. Questo ha luogo venticinque anni dopo, ovvero nell'anno 2027, ed il ragazzo è diventato un bravo scrittore. T.K. ha iniziato a scrivere diverse storie basate sulle avventure che lui e gli altri Digiprescelti hanno vissuto in tutti quegli anni. Ha un figlio, il cui Digimon partner è un Tokomon.

### Hurricane Touchdown/Supreme Evolution! The Golden Digimentals
Quando T.K. e Kari visitano Mimi a New York, i due incontrano Willis, Terriermon e Wendigomon, con quest'ultimo che perseguita Willis e causa molti danni durante il combattimento che ne consegue. Kari e T.K. decidono di aiutare Willis, prima mandando una mail agli altri nuovi Digiprescelti, che partono per l'America, poi salendo su un treno per il Colorado, ma il loro treno viene bloccato da Wendigomon, così che i due sono costretti a proseguire a piedi. Kari e T.K. riescono a raggiungere gli altri durante il combattimento con Kerpymon. Angewomon e Angemon digievolvono nelle loro forme di livello mega, Magnadramon e Seraphimon, per rilasciare il potere delle Digiuova d'Oro per permettere a Veemon e Terriermon di armordigievolvere Magnamon e Rapidmon.

### Diaboromon Strikes Back!
Tre anni dopo gli eventi di Our War Game!, il malvagio Diaboromon ripristina il suo regno del terrore su Internet. I Kuramon iniziano ad emergere nel mondo reale tramite e-mail e televisioni, così, mentre Tai, Matt ed i loro Digimon si avventurano nel cyberspazio per combattere Diaboromon ancora una volta, gli altri si occupano di rintracciare i Kuramon. T.K. e Cody ne trovano uno su una palla da calcio e lo catturano, spedendolo poi a Izzy affinché possa esaminarlo. Quando Omnimon non riesce a combattere ad armi pari con Diaboromon a causa dei Kuramon, T.K., Kari ed i loro Digimon vanno ad aiutare i loro fratelli maggiori. Quando la battaglia si sposta nel mondo reale, T.K. è costretto ad assistere alla battaglia tra Imperialdramon e Armageddemon.

### Michi e no Armor Shinka
Quando Pukumon entra in scena con un Obelisco di Controllo, Joe inavvertitamente si scontra con i nuovi Digiprescelti e T.K. si ritrova con il D-Terminal di Kari, sfruttando quindi il potere del Digiuovo della Luce e permettendo a Patamon di armordigievolvere Manbomon.

### Digimon Adventure 02 Original Story 2003nen -Haru-
Nella traccia di T.K. di questo drama audio, "Mentre scrivo sulla tastiera", T.K.T.K. ha iniziato a scrivere le sue avventure riguardanti Digiworld ed esprime i suoi sentimenti su alcune di esse, così come sull'essere un Digiprescelto in generale. Viene rivelato successivamente che la pubblicazione del memorandum che T.K. aveva iniziato a scrivere era stata ritardata finché lui non era riuscito a descrivere i fatti con oggettività.

## Digimon Adventure V-Tamer 01
Durante una delle battaglie combattute da bambino, T.K. e gli altri nuovi Digiprescelti incontrano Parallelmon, che assorbe lui, Yolei, Cody e Kari e spedisce inavvertitamente Davis nel mondo di V-Tamer 01. Una volta lì, Davis incontra Taichi Yagami e Zeromaru, mentre T.K. e gli altri cercano di aiutare Davis dall'interno del mostro, ricreando il Digiuovo dei Miracoli. Con il mostro distrutto grazie all'aiuto di Magnamon, Davis ed i suoi amici ritornano alla loro continuity.

## Character song
T.K. dispone di due image song, "Be All Right..." ("Stammi bene..."), cantata da Hiroko Konishi, e "Focus" ("Concentrazione"), cantata da Taisuke Yamamoto, così come una terza, cantata sempre da Taisuke Yamamoto insieme a Miwa Matsumoto nei panni di Patamon, chiamata "Steppin' Out" ("Uscendo a divertirsi"). In Digimon Adventure Tri. ne possiede una quarta, intitolata "Kibou no Tsubasa".

## Accoglienza
Honey's Anime ha considerato T.K. e Patamon come i personaggi più adorabili della serie.
Secondo un sondaggio condotto da Manga Entertainment, T.K. è risultato il secondo personaggio preferito dagli utenti, ottenendo il 13% delle preferenze.
T.K. è apparso anche in vari prodotti legati al merchandising tra cui il gioco di carte.